# Формула-1 — Гран-прі Канади 2014
Формула 1 Гран-прі Канади 2014 — 7 червня, в Монреалі відбулася кваліфікація Гран-прі Канади — сьомого етапу Формули-1 сезону-2014.
На автодромі імені Жиля Вільнева, Ніко Росберг показав найкращий час у кваліфікації Гран-прі Канади сезону 2014 Формули-1. Другим став партнер Росберга по Mercedes Льюїс Хемілтон. Третє місце посів гонщик Infiniti Red Bull Racing Себастьян Феттель. Напарник чотириразового чемпіона світу Даніель Ріккардо показав шостий результат. Вісімку закрив гонщик Scuderia Toro Rosso Жан-Ерік Вернь.

### Кваліфікація
1. Ніко Росберг (Mercedes)
2. Льюїс Хемілтон (Mercedes) +0,079
3. Себастьян Феттель (Infiniti Red Bull Racing) +0,674
4. Валттері Боттас (Williams) +0,676
5. Феліпе Маса (Williams) +0,704
6. Даніель Ріккардо (Infiniti Red Bull Racing) +0,715
7. Фернандо Алонсо (Scuderia Ferrari) +0,940
8. Жан-Ерік Вернь (Scuderia Toro Rosso) +1,288
9. Дженсон Баттон (McLaren) +1,308
10. Кімі Райкконен (Scuderia Ferrari) +1,340

## Передісторія
Гран-прі Канади 2014 року — 7-й з 19 етапів чемпіонату світу з автоперегонів у класі Формула-1 2014 року і 45-й етап в рамках серії. 8 червня відбулися перегони на 14-віражах автодрому Жиля Вільньова в Монреалі, Квебек. Постачальник шин Pirelli представив на перегони м'які шини з жовтою смугою та суперм'які шини з червоною смугою. Система зниження аеродинамічного опору (DRS) мала дві зони активації для гонки: одна була на головній прямій, що з'єднувала 11 і 12 повороти, а друга — на прямій між 13-м і першим поворотами. Після етапу 2013 року гравійне покриття на зовнішній стороні 10-го і 13-го поворотів було замінено на асфальтове покриття. Бар'єр на 13-му повороті було перенесено далі назад, а його огородження від сміття було оновлено. Нові стовпчики огородження були побудовані таким чином, щоб не було простору понад 2 м (6,6 футів).